# Павел Танасков
Павел Танасков е български свещеник и резбар, представител на Дебърската художествена школа.

## Биография
Павел Танасков е роден в село Смилево, Османската империя, днес Северна Македония в семейството на дърворезбаря Танаско. Става свещеник и се занимава с дърворезба. Заедно с Гино Чуранов Танасков прави резбите в новата църква „Свети Георги“ в Смилево, обновена след Илинденското въстание. Негово дело е големият кръст и основната част от иконостаса. Танасков работи заедно с баща си в Мелнишко, Драмско и Сярско.